# Europese weg 13
De Europese weg 13 of E13 is een Europese weg die loopt van tussen de Britse steden Doncaster en Londen. Het wegnummer wordt niet getoond op borden.

## Algemeen
De Europese weg 13 is een Klasse A Noord-Zuid-verbindingsweg en verbindt de Britse steden Doncaster en Londen, hiermee komt de weg op een afstand van ongeveer 230 kilometer. De route is door de UNECE als volgt vastgelegd:
Verenigd Koninkrijk
- Doncaster
- Sheffield
- Nottingham
- Leicester
- Northampton
- Londen

## Traject
De E13 begint bij Doncaster en loopt kort over een deel van de M18, waarna de route vanaf Sheffield over de M1 naar het zuiden loopt, via Nottingham, Leicester en Northampton naar Londen, waar de E13 eindigt op het knooppunt met de M25, de buitenring van de stad.

## Nationale wegnummers
De E13 loopt over de volgende nationale wegnummers:
| Verenigd Koninkrijk | Verenigd Koninkrijk   |
| ------------------- | --------------------- |
| M18                 | Doncaster - Sheffield |
| M1                  | Sheffield - Londen    |

## Aansluitingen op andere Europese wegen
Tijdens de route komt de E13 de volgende Europese wegen tegen:
- De E15 bij Doncaster en Londen
- De E22 bij Doncaster
- De E24 bij Rugby
- De E30 bij Londen